# Poço Redondo
Poço Redondo est une municipalité brésilienne située dans l'État du Sergipe.